# Clássica Jaén Paraíso Interior de 2023
A 2.ª edição da clássica ciclista Clássica Jaén Paraíso Interior foi uma corrida em Espanha  celebrada a 13 de fevereiro de 2023 com início na cidade de Úbeda  e final na cidade de Baeza  sobre um percurso de 178,9 quilómetros.
A corrida fez parte do UCI Europe Tour de 2023, calendário ciclístico dos Circuitos Continentais da UCI, dentro da categoria 1.1 e foi vencida pelo esloveno Tadej Pogačar do UAE Emirates. Completaram o pódio, como segundo e terceiro classificado respectivamente, o britânico Ben Turner do Ineos Grenadiers e o belga Tim Wellens da mesma equipa que o vencedor.

## Equipas participantes
Tomaram parte na corrida 16 equipas: 7 de categoria UCI WorldTeam, 8 de categoria UCI ProTeam e 1 de categoria Continental. Formaram assim um pelotão de 112 ciclistas dos que acabaram 65. As equipas participantes foram:
| Equipes WorldTeam (7)- Arkéa-Samsic - Astana Qazaqstan Team - Cofidis - Ineos Grenadiers - Intermarché-Circus-Wanty - Movistar Team - UAE Team Emirates Equipes ProTeam (8)- Burgos-BH - Caja Rural-Seguros RGA - Equipo Kern Pharma - Euskaltel-Euskadi - Israel-Premier Tech - Lotto Dstny - Q36.5 Pro Cycling Team - Team Flanders-Baloise Equipe Continental- Electro Hiper Europa |
| |

## Classificação final
- A classificação finalizou da seguinte forma:[3]

| \| Classificação geral \| Classificação geral \| Classificação geral \| Classificação geral \| Classificação geral \| \| Ciclista \| Ciclista \| Equipe \| Tempo \| \| \| ------------------- \| ------------------------ \| ------------------------ \| ------------------- \| ------------------- \| \| 1. \| Tadej Pogačar \| UAE Team Emirates \| 4h36m41s \| \| \| 2. \| Ben Turner \| Ineos Grenadiers \| + 49s \| \| \| 3. \| Tim Wellens \| UAE Team Emirates \| + 49s \| \| \| 4. \| Marc Hirschi \| UAE Team Emirates \| + 1m17s \| \| \| 5. \| Andreas Kron \| Lotto Dstny \| + 1m17s \| \| \| 6. \| Ben Tulett \| Ineos Grenadiers \| + 1m17s \| \| \| 7. \| Lorenzo Rota \| Intermarché-Circus-Wanty \| + 1m17s \| \| \| 8. \| Georg Zimmermann \| Intermarché-Circus-Wanty \| + 1m31s \| \| \| 9. \| Warren Barguil \| Arkéa-Samsic \| + 1m31s \| \| \| 10. \| Gorka Izagirre \| Movistar Team \| + 1m31s \| \| \| 11. \| Walter Calzoni \| Q36.5 Pro Cycling Team \| + 1m33s \| \| \| 12. \| José Manuel Díaz Gallego \| Burgos-BH \| + 1m34s \| \| \| 13. \| Matteo Trentin \| UAE Team Emirates \| + 1m56s \| \| \| 14. \| Mads Würtz \| Israel-Premier Tech \| + 1m56s \| \| \| 15. \| Pascal Eenkhoorn \| Lotto Dstny \| + 1m56s \| \| |                          |                          |          |
| |                          |                          |          |
| Fonte: ProCyclingStats |                          |                          |          |
| Classificação geral |                          |                          |          |
| Ciclista | Ciclista                 | Equipe                   | Tempo    |
| 1. | Tadej Pogačar            | UAE Team Emirates        | 4h36m41s |
| 2. | Ben Turner               | Ineos Grenadiers         | + 49s    |
| 3. | Tim Wellens              | UAE Team Emirates        | + 49s    |
| 4. | Marc Hirschi             | UAE Team Emirates        | + 1m17s  |
| 5. | Andreas Kron             | Lotto Dstny              | + 1m17s  |
| 6. | Ben Tulett               | Ineos Grenadiers         | + 1m17s  |
| 7. | Lorenzo Rota             | Intermarché-Circus-Wanty | + 1m17s  |
| 8. | Georg Zimmermann         | Intermarché-Circus-Wanty | + 1m31s  |
| 9. | Warren Barguil           | Arkéa-Samsic             | + 1m31s  |
| 10. | Gorka Izagirre           | Movistar Team            | + 1m31s  |
| 11. | Walter Calzoni           | Q36.5 Pro Cycling Team   | + 1m33s  |
| 12. | José Manuel Díaz Gallego | Burgos-BH                | + 1m34s  |
| 13. | Matteo Trentin           | UAE Team Emirates        | + 1m56s  |
| 14. | Mads Würtz               | Israel-Premier Tech      | + 1m56s  |
| 15. | Pascal Eenkhoorn         | Lotto Dstny              | + 1m56s  |

## UCI World Ranking
A Clássica de Jaén Paraíso Interior outorgou pontos para o UCI World Ranking para corredores das equipas nas categorias UCI WorldTeam, UCI ProTeam e Continental. As seguintes tabelas são o barómetro de pontuação e os dez corredores que obtiveram mais pontos:
| Posição             | 1.º | 2.º | 3.º | 4.º | 5.º | 6.º | 7.º | 8.º | 9.º | 10.º | 11.º | 12.º | 13.º-15.º | 16.º-25.º |
| Classificação geral | 125 | 85  | 70  | 60  | 50  | 40  | 35  | 30  | 25  | 20   | 15   | 10   | 5         | 3         |

| Classificação |                   |                          |        |
| Posição       | Ciclista          | Equipa                   | Pontos |
| ------------- | ----------------- | ------------------------ | ------ |
| 1.º           | Tadej Pogačar     | UAE Emirates             | 125    |
| 2.º           | Ben Turner        | Ineos Grenadiers         | 85     |
| 3.º           | Tim Wellens       | UAE Emirates             | 70     |
| 4.º           | Marc Hirschi      | UAE Emirates             | 60     |
| 5.º           | Andreas Kron      | Lotto Dstny              | 50     |
| 6.º           | Ben Tulett        | Ineos Grenadiers         | 40     |
| 7.º           | Lorenzo Rotaciona | Intermarché-Circus-Wanty | 35     |
| 8.º           | Georg Zimmermann  | Intermarché-Circus-Wanty | 30     |
| 9.º           | Warren Barguil    | Arkéa Samsic             | 25     |
| 10.º          | Gorka Izagirre    | Movistar                 | 20     |